# Dorsten
Dorsten é uma cidade da Alemanha, localizada no distrito de Recklinghausen da região administrativa de Münster, estado de Renânia do Norte-Vestfália. A cidade é centro comercial. Possui minas de carvão, indústrias siderúrgicas e de construção de máquinas. Conserva uma velha fortaleza.
A principais atracções da cidade são a piscina de natação Atlantis, um estádio em gelo (Patinagem) e o "Museu Judeu de Westfalia". Dorsten encontra-se geminada com a cidade inglesa de Crawley.